# Val Calanna
La Val Calanna è un'ampia conca che si trova sul versante orientale dell'edificio vulcanico dell'Etna, all'interno dell'area protetta del Parco dell'Etna, nel comune di Zafferana Etnea.

## Descrizione
La Val Calanna si è formata a seguito della coalescenza di caldere e dal collasso dei cosiddetti Centri Eruttivi Alcalini Antichi, primordiali edifici vulcanici. Il più evidente segno morfologico di questo processo di sprofondamento è rappresentato dal Salto della Giumenta, un dislivello altimetrico perpendicolare che separa la Val Calanna dalla Valle del Bove, successivamente attenuato nella sua pendenza dalle lave dell'eruzione etnea del 1991-‘93.
Tra gli Antichi Centri Eruttivi si annoverano il Trifoglietto I, il Trifoglietto II e il Calanna; proprio dai prodotti piroclastici di quest'ultimo, che doveva trovarsi ad est dell'attuale Val Calanna, si formò il Monte Calanna (1325 m s.l.m.).
La Val Calanna è lunga 3 chilometri e larga due chilometri; è delimitata a sud dal Monte Fior di Cosimo, che la divide dalla Valle San Giacomo, a nord dal Monte Calanna, ad ovest dal Salto della Giumenta, che la separa dalla Valle del Bove, e a est dalle colate laviche del 1950-'51. Fino agli anni cinquanta del secolo scorso la valle era considerata un'isola verde, perché era abitata ed interamente coltivata a vigneti, frutteti e castagneti, grazie anche all'abbondanza di sorgenti d'acqua che da sempre hanno servito la valle e il paese di Zafferana.
Durante l'eruzione del 1991-'93 le lave, provenienti dalla Valle del Bove attraverso il Salto della Giumenta, hanno interamente colmato la Val Calanna, distruggendo le coltivazioni, le case rurali, le sorgenti e i pozzi d'acqua che approvvigionavano l'abitato di Zafferana Etnea. Anche in quest'ultimo atto finale, la valle è stata a servizio della cittadina sottostante, fungendo da serbatoio per il contenimento del flusso lavico, ritardandone così l'avanzata. A questo scopo, ad ulteriore difesa dell'abitato, all'altezza di Portella Calanna (stretto punto d'accesso alla valle) fu eretto un enorme muraglione di contenimento (lungo 234 metri e alto 21 metri) utilizzando la terra e le pietre presenti sul luogo; l'imponente barriera artificiale riuscì a reggere la spinta della colata lavica fino all'8 aprile 1992, quando venne travolta e superata. La lava proseguì il suo percorso in direzione di Zafferana, arrestandosi, infine, il 27 maggio 1992 in contrada Piano dell'Acqua, ad appena 700 metri dal centro abitato di Zafferana Etnea.
Oggi, quindi, la Val Calanna si presenta come una distesa di deserto lavico, privo di vegetazione, e da cui emerge, a nord, il Monte Calanna, che appare, circondato da lave, come un'oasi di vegetazione.